# Набиев, Гаджи Камилович
Гаджи Камилович Набиев (5 июня 1995, Ботлих, Ботлихский район, Дагестан, Россия) — российский борец вольного стиля, призёр чемпионата мира, чемпион и призёр чемпионатов России, чемпион мира среди юниоров, обладатель и призёр Межконтинентального кубка, мастер спорта России международного класса (2016). Выступает в полусредней весовой категории. Представляет клуб «Динамо» (Махачкала).

## Личная жизнь
Родился в селе Ботлих. Является выпускником факультета физкультуры и спорта Дагестанского государственного педагогического университета.

## Выступления на чемпионатах России
- Чемпионат России по вольной борьбе 2017 — ;
- Чемпионат России по вольной борьбе 2018 — ;
- Чемпионат России по вольной борьбе 2019 — ;
- Чемпионат России по вольной борьбе 2020 — ;

## Другие соревнования
- Первенство мира среди юниоров 2015 года — ;
- Первенство мира U23 2017 года — ;
- Мемориал Али Алиева 2017 года — ;
- Мемориал Александра Медведя 2018 года — ;
- Первенство мира среди молодёжи 2018 года — ;
- Турнир «Аланы» 2018 года — ;
- Мемориал Вацлава Циолковского 2018 года — .